# Eisaku Kubonouchi
Eisaku Kubonouchi (jap. 窪之内 英策, Kubonouchi Eisaku; * 11. November 1966 in der Präfektur Kōchi, Japan) ist ein japanischer Manga-Zeichner. Seine Werke lassen sich dem Seinen-Genre zuordnen und erscheinen hauptsächlich in den Big-Comic-Magazinen des Shogakukan-Verlags.
Seinen ersten Manga als professioneller Zeichner veröffentlichte er 1986 mit der Kurzgeschichte Okappiki Eiji im Manga-Magazin Shōnen Sunday. Von 1988 bis 1991 arbeitete er an seiner ersten Serie, Tsurumoku Dokushin Ryō, über einen Studenten, der in eine neue Wohnung zieht und dabei seine zwei neuen Mitbewohner kennenlernt. Der über 2000 Seiten lange Manga wurde nach der Veröffentlichung in Einzelkapiteln in einem Magazin mehrmals in Form von Sammelbänden veröffentlicht. Tsurumoku Dokushin Ryō wurde 1991 mit Kōyō Maeda in der Hauptrolle verfilmt. Mit Watanabe zeichnete er 1992 seine zweite Manga-Serie. Darin erzählte er von einem Alien, das in das Haus eines japanischen Oberschülers einzieht. Watanabe endete nach 650 Seiten und war weniger erfolgreich als Tsurumoku Dokushin Ryō.
Nach einer Schaffenspause von sieben Jahren begann Kubonouchi Chocolat, eine Geschichte über einen ehemaligen Mafia-Boss und einen gerade entlassenen Häftling, die sich mit einem 16-jährigen Mädchen anfreunden. Chocolat erschien bis 2003 in Big Comic Spirits und umfasst 1400 Seiten. Der Manga wurde 2003 auch in ein 45-teiliges, erfolgreiches Fernsehdrama verfilmt.
Kubonouchis neuester Comic ist Cherry, von dem in Japan im Mai 2006 ein Sammelband erschienen ist.

## Werke
- Okappiki Eiji, 1986
- Tsurumoku Dokushin Ryō (ツルモク独身寮), 1988–1991
- Watanabe (ワタナベ), 1992
- Chocolat (ショコラ, Shokora), 1999–2003
- Cherry (チェリー, Cherī), seit 2006